# Dallon Weekes
 (août 2022).
La mise en forme du texte ne suit pas les recommandations de Wikipédia : il faut le « wikifier ».
Les points d'amélioration suivants sont les cas les plus fréquents. Le détail des points à revoir est peut-être précisé sur la page de discussion.
- Les titres sont pré-formatés par le logiciel. Ils ne sont ni en capitales, ni en gras.
- Le texte ne doit pas être écrit en capitales (les noms de famille non plus), ni en gras, ni en italique, ni en « petit »…
- Le gras n'est utilisé que pour surligner le titre de l'article dans l'introduction, une seule fois.
- L'italique est rarement utilisé : mots en langue étrangère, titres d'œuvres, noms de bateaux, etc.
- Les citations ne sont pas en italique mais en corps de texte normal. Elles sont entourées par des guillemets français : « et ».
- Les listes à puces sont à éviter, des paragraphes rédigés étant largement préférés. Les tableaux sont à réserver à la présentation de données structurées (résultats, etc.).
- Les appels de note de bas de page (petits chiffres en exposant, introduits par l'outil «  Source ») sont à placer entre la fin de phrase et le point final[comme ça].
- Les liens internes (vers d'autres articles de Wikipédia) sont à choisir avec parcimonie. Créez des liens vers des articles approfondissant le sujet. Les termes génériques sans rapport avec le sujet sont à éviter, ainsi que les répétitions de liens vers un même terme.
- Les liens externes sont à placer uniquement dans une section « Liens externes », à la fin de l'article. Ces liens sont à choisir avec parcimonie suivant les règles définies. Si un lien sert de source à l'article, son insertion dans le texte est à faire par les notes de bas de page.
- La présentation des références doit suivre les conventions bibliographiques. Il est recommandé d'utiliser les modèles {{Ouvrage}}, {{Chapitre}}, {{Article}}, {{Lien web}} et/ou {{Bibliographie}}. Le mode d'édition visuel peut mettre en forme automatiquement les références.
- Insérer une infobox (cadre d'informations à droite) n'est pas obligatoire pour parachever la mise en page.

Pour une aide détaillée, merci de consulter Aide:Wikification.
Si vous pensez que ces points ont été résolus, vous pouvez retirer ce bandeau et améliorer la mise en forme d'un autre article.
Dallon James Weekes (né le 4 mai 1981) est un chanteur, un auteur-compositeur, musicien et producteur américain. Il est surtout connu en tant que membre de Panic! At The Disco de 2009 à 2017, se produisant dans le groupe en tant que bassiste, claviériste, choriste et auteur-compositeur. Il était également le leader du groupe power pop et plus tard du projet musical solo The Brobecks. Weekes est actuellement le leader de I Dont Know How But They Found Me.

## Jeunesse
Weekes est né dans la petite ville de Verona, Missouri, près d'une grande communauté Amish. Il est le deuxième de quatre enfants et a été élevé dans une famille mormone à Clearfield, Utah, où ses parents ont déménagé peu après sa naissance. Weekes a fréquenté le Clearfield High School, où il a rencontré la plupart de ses anciens camarades du groupe The Brobecks. Après avoir obtenu son diplôme avec mention en 1999, Weekes a été missionnaire mormon à plein temps dans l'Oklahoma pendant deux ans. Après son retour chez lui, il a rapidement fréquenté la Weber State University avant d'abandonner pour poursuivre la musique à plein temps.

## Carrière musicale

### The Brobecks (2002-2013)
Le groupe a commencé comme un passe-temps de week-end pour Weekes peu de temps après son retour dans l'Utah après avoir vécu dans l'Oklahoma pendant deux ans. Le nom du groupe a été inspiré par une personne de l'époque scolaire de Dallon. Le line-up original était composé de Weekes, du photographe/producteur Matt Glass et d'un autre ami du lycée. Après quelques années d'enregistrement de démos au sous-sol, de tournées et de changements de line-up, le groupe s'est vu proposer un contrat par Drive-Thru Records, et Weekes s'est vu proposer des contrats d'enregistrement solo par Sony BMG, Interscope Records et un petit label indépendant s'il laissait tomber ses camarades du groupe. Weekes a refusé.
Les Brobecks ont ouvert pour des groupes tels que Fall Out Boy, Phantom Planet, Ben Kweller et The Bravery. Malgré tout l'intérêt du label et le succès de l'album pour un groupe indépendant, le groupe est resté indépendant et non signé.
Fin 2012, Weekes a sorti l'EP Quiet Title sur sa page Bandcamp pour The Brobecks, ainsi qu'une option pour acheter une copie physique du CD Violent Things Reissue. L'Ep Quiet Title se compose de deux chansons, "Anyone I Know" et "Cluster Hug", mettant en vedette Ian Crawford à la guitare et enregistrées/éditées avec l'aide de l'ancien batteur de Brobecks, Matt Glass. En novembre 2012, Weekes a déclaré dans une interview avec la station de radio X96 de Salt Lake City, que ces chansons avaient été écrites pendant le processus d'écriture et d'enregistrement du quatrième album studio de Panic! At The Disco, mais ne correspondaient pas à leur vision collective du nouveau disque.

### Panic! At The Disco (2009-2017)
Après le départ de Ryan Ross et Jon Walker en 2009, Weekes et Ian Crawford ont été embauchés pour remplacer Ross et Walker pour Panic! at the Disco sur une base de tournée temporaire pour leur deuxième album studio Pretty. Odd. (2008),. Le statut de « tournée uniquement » de Weekes a changé à la mi-2010, lors d'une tournée avec le groupe en Chine. C'est alors que Brendon Urie et Spencer Smith lui ont demandé de les rejoindre indéfiniment. Cependant, son statut permanent au sein du groupe est resté publiquement inconnu jusqu'à ce que Weekes confirme à la mi-2012 via Twitter son implication dans le groupe en tant que membre à plein temps.
En tant que membre officiel de Panic! au Disco, Weekes était responsable de la conceptualisation de la pochette du troisième album studio du groupe, Vices & Virtues (2011), et figurait également sur la pochette de l'album, masqué et debout en arrière-plan derrière Smith et Urie. Il a été crédité d'avoir écrit toutes les chansons sauf deux sur le quatrième album studio du groupe, Too Weird To Live, Too Rare To Die ! (2013). Weekes a aussi été nommé pour le meilleur bassiste aux Alternative Press Music Awards en 2015. Lors de la promotion du cinquième album studio du groupe, Death of a Bachelor, la rumeur disait que le statut de Weekes était à nouveau devenu celui de membre en tournée,. En octobre 2015, Weekes a confirmé son départ de la formation officielle du groupe via Twitter, déclarant qu'il "ne contribuait plus de manière créative". Dallon a annoncé qu'il quittait Panic! At The Disco le 27 décembre 2017. Il a fait cette annonce via Instagram,.

### I Dont Know How But They Found Me (2016-présent)
Initialement seul, Weekes avait écrit et enregistré des chansons alors qu'il était en tournée avec Panic! At The Disco pendant plusieurs années,. L'ancien coéquipier de Brobecks, Ryan Seaman, a joué de la batterie sur le disque, ce qui a conduit Weekes à proposer l'idée de le présenter en duo sous le nom de I Dont Know How But They Found Me.
Weekes et Seaman ont commencé à jouer de petits spectacles fin 2016, mais ont gardé le secret. Ils ont fait leurs débuts à l'événement des 2 ans d'Emo Nite Los Angeles le 6 décembre 2016. Après le spectacle, différentes sources ont écrit sur un "nouveau projet parallèle" de Weekes et Seaman, et ont confirmé le nom du groupe,. Même confrontés à des photos et des vidéos prises lors des spectacles, Weekes et Seaman ont nié tout le projet pendant des mois. Weekes a déclaré plus tard qu'ils ne voulaient pas exploiter à la fois sa reconnaissance de nom et celle de Seaman et son association avec les groupes bien connus dans lesquels ils jouaient. Ils ont annoncé leur signature chez Fearless Records en août 2018. En novembre 2018, ils sortent leur premier EP, 1981 Extended Play. Le groupe a sorti un EP de Noël, Christmas Drag, le 15 novembre 2019. Le premier album du groupe, Razzmatazz, est sorti le 23 octobre 2020.

### Projets musicaux solo

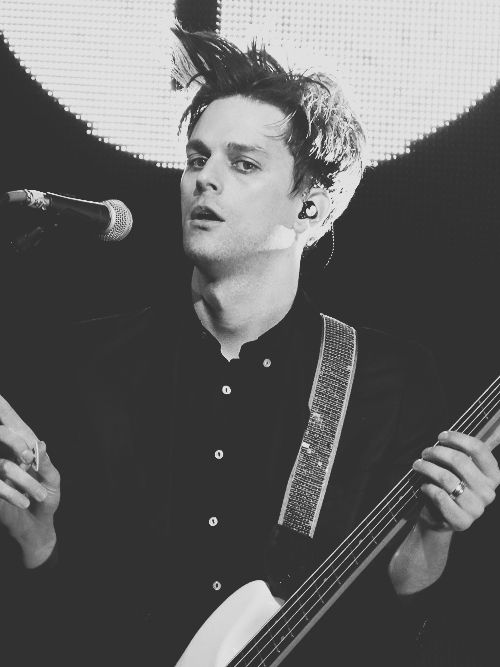
Weekes photographié en 2014

En septembre 2010, Weekes a mis en ligne un téléchargement gratuit de "Skid Row", une chanson du film / pièce de théâtre Little Shop of Horrors, mettant en vedette Brendon Urie de Panic! at the Disco, Matt Glass et Ian Crawford, le guitariste en tournée de Panic! au Disco de 2009 à 2012, et ancien membre de groupes tels que The Cab et Stamps.
En novembre 2014, Weekes a sorti une chanson de Noël intitulée "Sickly Sweet Holidays", mettant en vedette l'ancien batteur de Brobecks et Falling In Reverse Ryan Seaman, et des chœurs interprétés par le chanteur de Twenty One Pilots Tyler Joseph,. La chanson comportait initialement un couplet entier de Joseph, mais elle a été exclue en raison du label de Joseph.
En octobre 2015, Weekes a lancé une série de reprises intitulée "TWOMINCVRS", où il publie lui-même des reprises de chansons "moins connues", d'une durée de deux minutes ou moins, via sa chaîne YouTube personnelle. En 2016, Weekes a sorti son deuxième single de Noël intitulé "Please Don't Jump (It's Christmas)" le 25 novembre, mettant à nouveau en vedette Seaman jouant de la batterie.

## Vie privée
Le 18 mars 2006, Weekes a épousé sa petite amie de plus d'un an, Breezy Douglas. Ils ont deux enfants ; fille, Amelie Olivia Weekes, née le 1er juin 2008 (du nom du film français de 2001 Le Fabuleux Destin d'Amélie Poulain ); et son fils, Knox Oliver Weekes, né le 23 juin 2010 (du nom de Knox Overstreet, un personnage du film de 1989 Le cercle des poètes disparus). Weekes est membre de l'Église de Jésus-Christ des saints des derniers jours[réf. nécessaire].

## Discographie

### The Brobecks
- The 4th Julive (2003)
- Understanding the Brobecks (2003)
- A Very Brobecks Christmas EP (2003)
- New Year's Special EP (2003)
- Remixing the Brobecks (2004)
- Happiest Nuclear Winter (en) (2005)
- The Brobecks EP (2005)
- Goodnight, and Have a Pleasant Tomorrow (2006)
- Small Cuts EP (2007)
- I Will, Tonight EP (2008)
- Violent Things (en) (2009)
- Your Mother Should Know EP #1 (2010)
- Quiet Title EP (2012)

### Panic! at the Disco
- Vices and Virtues (2011)
- iTunes Live (2011)
- Too Weird to Live, Too Rare to Die! (2013)
- Nicotine EP (2014)
- All My Friends We're Glorious: Death of a Bachelor Tour Live (2017)

### Solo
- Xmas Jambz EP (2015)
- TWOMINCVRS EP (2016)

### I Dont Know How But They Found Me
- 1981 Extended Play (2018)
- Christams Drag (2019)
- Razzmatazz (2020)